# Mindenevő

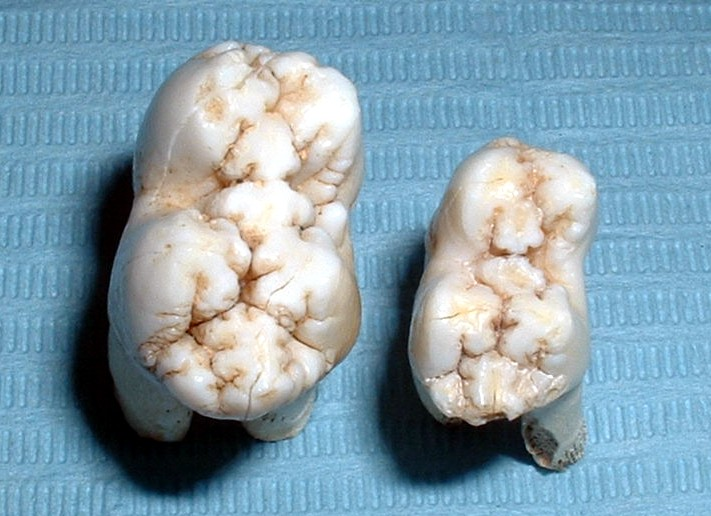
Egy sertés gumós zápfoga

A mindenevők (omnivora) olyan állatfajok, amelyek növényeket és állatokat is egyaránt esznek. Nem táplálék-specialisták, tehát nem egyféle táplálékot fogyasztanak. A fogazattal rendelkező állatokat gumós zápfogaikról lehet azonosítani. Jól ismert mindenevő fajok például a sertés, a holló.
Habár esetenként növényevők is esznek húst és húsevők is növényeket, (vitamin, vagy ásványi anyag szükségleteik kielégítésére) a besorolás a fő táplálékforrásra utal, így ezek a fajok nem tekinthetőek mindenevőnek.

## Mindenevő fajok
Emlősök:
- Medvék, de néhány fajuk (pl. jegesmedve, óriáspanda) nem az.
- Ormányosmedve-félék
- Kutyafélék néhány faja, pl. dingó, farkas
- Sündisznó
- Oposszum
- Mosómedve
- Sertés
- Főemlősök

Madarak:
- Kazuárfélék
- Házi tyúk
- Varjúfélék

Néhány halfaj, pl. ponty
Néhány gyík- és teknősfaj.

## Fordítás
Ez a szócikk részben vagy egészben  az   Omnivore című angol Wikipédia-szócikk ezen változatának fordításán alapul.  Az eredeti cikk szerkesztőit annak laptörténete sorolja fel. Ez a jelzés csupán a megfogalmazás eredetét és a szerzői jogokat jelzi, nem szolgál a cikkben szereplő információk forrásmegjelöléseként.